# Sufers
Sufers (rm. Sur) – miejscowość i gmina w Szwajcarii, w kantonie Gryzonia, w regionie Viamala. Leży nad jeziorem Sufnersee.

## Historia
Gmina została po raz pierwszy wspomniana w dokumentach w 831 roku jako Subere.

## Demografia
W Sufers 31 grudnia 2020 mieszkało 146 osób. W 2020 roku 9,6% populacji gminy stanowiły osoby urodzone poza Szwajcarią.
W 2000 roku 91,3% populacji mówiło w języku niemieckim, a 3,5% w języku romansz.

## Transport
Przez teren gminy przebiegają autostrada A13 oraz droga główna nr 13. 